# Släggkastning för herrar i friidrott vid olympiska sommarspelen 2024
Herrarnas släggkastning vid olympiska sommarspelen 2024 avgjordes den 2 och 4 augusti 2024 på Stade de France i Paris. 32 idrottare från 21 nationer deltog i tävlingen. Det var 29:e gången grenen fanns med i ett OS och den har funnits med i varje OS sedan 1900.

Höjdpunkter i släggkastningens final.

Det stora genombrottet i 2023 tillhörde Ethan Katzberg som hade vuxit från att slå ut sig med tre ogiltiga kast vid juniorvärldsmästerskapen 2021 till att vinna VM 2023. Den knappa segern över den olympiska mästaren Wojciech Nowicki kan då ha markerat ett tronskifte. OS-silvermedaljören Eivind Henriksen och OS-bronsmedaljören Paweł Fajdek var tillbaka men nu en bra bit över 30 år, inte onormalt för släggkastare. VM-bronsmedaljören Bence Halász är fortfarande i sena 20-årsåldern, men Katzberg är bara 22. Den här säsongen dominerade Katzberg de bästa kasten och satte ett nordamerikanskt rekord på 84,38 meter i april och i 8 olika tävlingar kastade över 80 meter. De enda andra kastarna som kunde kasta över 80 meter var Nowicki, Fajdek, Halász och Mykhaylo Kokhan, 23 åringen som kastade över 80 meter fem gånger.
I kvalet var det bara Rudy Winkler som klarade ett kast över autokvalgränsen 77,00 meter i sitt första försök. Efter ett ogiltigt kast i första ronden tog Katzberg ledningen i andra rundan. Fem idrottare autokvalificerade sig till finalen och sju tog sig dit genom att nå över 75,25.
I finalen startade Nowicki med 77,42 meter, Kokhan toppade det med 78,54 och Winkler satte sig själv mellan dem med 77,92. Därefter steg Katzberg in i ringen och utförde sitt första kast i finalen på 84,12. Med det var guldet i princip klart och de andra konkurrenterna fick nu slåss om silver och brons. I den andra omgången förbättrade sig Kokhan till 79,39 och Henriksen höjde till 79,18. I den tredje omgången knuffade Halász ner Henriksen från pallen med 79,97 och Katzberg backade upp sitt första kast med 82,28. I de tre sista omgångarna kunde ingen förbättra sitt resultat förutom Fajdek som höjde sig till 78,80 som bara räckte till en femte plats.
Katzberg var den första kanadensaren att vinna släggkastning i ett OS, den första nordamerikanen sedan 1956, och bara den tredje icke-(tidigare)östblockidrottaren att vinna sedan andra världskriget.
| Spel          | Guld                  | Silver              | Brons                   |
| Slägga herrar | Ethan Katzberg Kanada | Bence Halász Ungern | Mykhaylo Kokhan Ukraina |

## Kvalificering till OS-grenen
Kvalificeringsperioden för herrarnas släggkastning var mellan 1 juli 2023 och 30 juni 2024. 32 idrottare kvalificerade sig till evenemanget, med högst tre idrottare per nation, genom att klara av kvalificeringsstandarden 78,20 meter eller genom sin världsranking i friidrott för denna gren.

## Schema
Alla tider är CET.
| Datum          | Tid   | Omgång |
| -------------- | ----- | ------ |
| 2 augusti 2024 | 10:10 | Kval   |
| 4 augusti 2024 | 20:30 | Final  |

## Rekord
Innan tävlingens start fanns följande rekord:
| Rekord           | Idrottare             | Längd | Plats                   | Datum             |
| ---------------- | --------------------- | ----- | ----------------------- | ----------------- |
| Världsrekord     | Yuriy Sedykh (URS)    | 86,74 | Stuttgart, Västtyskland | 30 augusti 1986   |
| Olympiskt rekord | Sergey Litvinov (URS) | 84,80 | Seoul, Sydkorea         | 26 september 1988 |

| Område                                   | Längd      | Idrottare        | Nation     |
| ---------------------------------------- | ---------- | ---------------- | ---------- |
| Afrika                                   | 81,27      | Mostafa El Gamel | Egypten    |
| Asien                                    | 84,86      | Koji Murofushi   | Japan      |
| Europa                                   | 86,74 0VR0 | Yuriy Sedykh     | Sovjet     |
| Nordamerika, Centralamerika och Karibien | 84,34      | Ethan Katzberg   | Kanada     |
| Oceanien                                 | 79,29      | Stuart Rendell   | Australien |
| Sydamerika                               | 78,63      | Wagner Domingos  | Brasilien  |

## Resultat
Anmärkningarnas förklaring finns längst ner.

### Kval
Idrottarna behövde nå kvalgränsen 77,00 meter 0Q0 eller hamna på de 12 första platserna 0q0 för att gå till final.
| Plac. | Grupp | Idrottare              | Nation        | 1     | 2     | 3     | Resultat | Anmärkning |
| ----- | ----- | ---------------------- | ------------- | ----- | ----- | ----- | -------- | ---------- |
| 1     | B     | Ethan Katzberg         | Kanada        | X     | 79,93 |       | 79,93    | 0Q0        |
| 2     | A     | Rowan Hamilton         | Kanada        | 76,97 | X     | 77,78 | 77,78    | 0Q0 PB0    |
| 3     | A     | Mykhaylo Kokhan        | Ukraina       | X     | 77,42 |       | 77,42    | 0Q0        |
| 4     | B     | Rudy Winkler           | USA           | 77,29 |       |       | 77,29    | 0Q0        |
| 5     | B     | Eivind Henriksen       | Norge         | X     | 77,14 |       | 77,14    | 0Q0        |
| 6     | B     | Bence Halász           | Ungern        | 76,84 | 72,89 | 76,90 | 76,90    | 0q0        |
| 7     | A     | Yann Chaussinand       | Frankrike     | X     | 75,43 | 76,86 | 76,86    | 0q0        |
| 8     | A     | Thomas Mardal          | Norge         | X     | 75,43 | 76,78 | 76,78    | 0q0        |
| 9     | B     | Pawel Fajdek           | Polen         | X     | X     | 76,56 | 76,56    | 0q0        |
| 10    | A     | Wojciech Nowicki       | Polen         | X     | 76,32 | 75,50 | 76,32    | 0q0        |
| 11    | B     | Christos Frantzeskakis | Grekland      | 75,53 | 73,94 | 74,21 | 75,53    | 0q0        |
| 12    | B     | Merlin Hummel          | Tyskland      | 75,25 | X     | X     | 75,25    | 0q0        |
| 13    | B     | Adam Keenan            | Kanada        | X     | 69,97 | 74,45 | 74.45    |            |
| 14    | B     | Denzel Comenentia      | Nederländerna | X     | 72,17 | 74,31 | 74,31    |            |
| 15    | A     | Ragnar Carlsson        | Sverige       | 72,72 | 73,96 | 73,94 | 73,96    |            |
| 16    | B     | Volodymyr Myslyvčuk    | Tjeckien      | 73,84 | X     | X     | 73,84    |            |
| 17    | A     | Matija Gregurić        | Kroatien      | 71,48 | 72,94 | 73,69 | 73,69    |            |
| 18    | A     | Serghei Marghiev       | Moldavien     | 73,46 | X     | 70,73 | 73,46    |            |
| 19    | A     | Wang Qi                | Kina          | 65,43 | 72,52 | 69,60 | 72,52    |            |
| 20    | B     | Gabriel Kehr           | Chile         | 72,28 | 72,12 | 72,31 | 72,31    |            |
| 21    | B     | Dániel Rába            | Ungern        | 71,37 | X     | 72,29 | 72,29    |            |
| 22    | B     | Diego del Real         | Mexiko        | 69,39 | 72,10 | X     | 72,10    |            |
| 23    | B     | Joaquín Gómez          | Argentina     | X     | 64,94 | 72,10 | 72,10    |            |
| 24    | A     | Humberto Mansilla      | Chile         | 71,75 | 71,83 | 70,81 | 71,83    |            |
| 25    | A     | Donát Varga            | Ungern        | 69,95 | 71,65 | 69,71 | 71,65    |            |
| 26    | B     | Jerome Vega            | Puerto Rico   | 69,19 | 71,61 | 70,44 | 71,61    |            |
| 27    | B     | Özkan Baltacı          | Turkiet       | X     | 71,40 | 71,24 | 71,40    |            |
| 28    | A     | Sören Klose            | Tyskland      | 71,20 | X     | X     | 71,20    |            |
| 29    | A     | Mihail Anastasakis     | Grekland      | X     | 70,14 | X     | 70,14    |            |
| 30    | A     | Mostafa El Gamel       | Egypten       | 68,12 | 68,65 | 70,09 | 70,09    |            |
| 31    | A     | Patrik Hájek           | Tjeckien      | 67,96 | 68,45 | 68,80 | 68,80    |            |
|       | A     | Daniel Haugh           | USA           | X     | X     | X     | —        | 0NM0       |

### Final
| Plac. | Idrottare              | Nation    | 1     | 2     | 3     | 4                | 5                | 6                | Resultat | Anmärk. |
| ----- | ---------------------- | --------- | ----- | ----- | ----- | ---------------- | ---------------- | ---------------- | -------- | ------- |
| 1     | Ethan Katzberg         | Kanada    | 84,12 | X     | 82,28 | X                | X                | X                | 84,12    |         |
| 2     | Bence Halász           | Ungern    | 77,58 | 78,84 | 79,97 | 79,94            | 77,66            | 79,82            | 79,97    |         |
| 3     | Mykhaylo Kokhan        | Ukraina   | 78,54 | 79,39 | X     | 78,17            | 76,53            | 79,24            | 79,39    |         |
| 4     | Eivind Henriksen       | Norge     | 76,45 | 79,18 | X     | X                | 76,11            | X                | 79,18    |         |
| 5     | Pawel Fajdek           | Polen     | 78,01 | 77,22 | 78,57 | 78,80            | X                | 76,64            | 78,80    |         |
| 6     | Rudy Winkler           | USA       | 77,92 | X     | X     | X                | 71,90            | X                | 77,92    |         |
| 7     | Wojciech Nowicki       | Polen     | 77,42 | 77,28 | 76,75 | 77,03            | X                | 75,92            | 77,42    |         |
| 8     | Yann Chaussinand       | Frankrike | X     | X     | 77,38 | 77,15            | X                | X                | 77,38    |         |
| 9     | Rowan Hamilton         | Kanada    | 76,59 | X     | X     | Gick inte vidare | Gick inte vidare | Gick inte vidare | 76,59    |         |
| 10    | Merlin Hummel          | Tyskland  | 74,85 | 76,03 | X     | Gick inte vidare | Gick inte vidare | Gick inte vidare | 76,03    |         |
| 11    | Thomas Mardal          | Norge     | 74,25 | 73,68 | X     | Gick inte vidare | Gick inte vidare | Gick inte vidare | 74,25    |         |
| 12    | Christos Frantzeskakis | Grekland  | X     | 73,34 | X     | Gick inte vidare | Gick inte vidare | Gick inte vidare | 73,34    |         |